# Дубовогаївська сільська рада
Дубовогаївська сільська́ ра́да — адміністративно-територіальна одиниця та орган місцевого самоврядування у Прилуцькому районі Чернігівської області. Адміністративний центр — село Дубовий Гай.

## Загальні відомості
Дубовогаївська сільська рада утворена у 1920 році.
- Територія ради: 38,21 км²
- Населення ради: 867 осіб (станом на 2001 рік)

## Населені пункти
Сільській раді були підпорядковані населені пункти:
- с. Дубовий Гай

## Склад ради
Рада складалася з 14 депутатів та голови.
- Голова ради: Грязний В'ячеслав Іванович
- Секретар ради: Савченко Олена Василівна

### Керівний склад попередніх скликань
| Прізвище, ім'я, по батькові | Основні відомості                                                                                  | Дата обрання | Дата звільнення |
| --------------------------- | -------------------------------------------------------------------------------------------------- | ------------ | --------------- |
| Грязний В'ячеслав Іванович  | Сільський голова, 1971 року народження, освіта вища                                                | 26.03.2006   | 31.10.2010      |
| Грязний В'ячеслав Іванович  | Сільський голова, 1971 року народження, освіта вища, член Всеукраїнського об'єднання «Батьківщина» | 31.10.2010   |                 |

Примітка: таблиця складена за даними сайту Верховної Ради України

### Депутати
За результатами місцевих виборів 2010 року депутатами ради стали:

#### За суб'єктами висування
| Суб'єкт висування            | Кількість обраних депутатів | %    |
| ---------------------------- | --------------------------- | ---- |
| Самовисування                | 8                           | 57,1 |
| Соціалістична партія України | 3                           | 21,4 |
| Партія регіонів              | 2                           | 14,3 |
| Комуністична партія України  | 1                           | 7,1  |

#### За округами
| № округу                     | Прізвище, ім'я, по батькові    | Дата визнання обраним | Освіта             | Партійна приналежність             | Відомості про обраного депутата                                    |
| ---------------------------- | ------------------------------ | --------------------- | ------------------ | ---------------------------------- | ------------------------------------------------------------------ |
| Комуністична партія України  |                                |                       |                    |                                    |                                                                    |
| 11                           | Тоніца Людмила Іванівна        | 01.11.2010            | середня            | позапартійна                       | тимчасово не працює                                                |
| Партія регіонів              |                                |                       |                    |                                    |                                                                    |
| 7                            | Ступак Олексій Васильович      | 01.11.2010            | середня            | позапартійний                      | тимчасово не працює                                                |
| 12                           | Сім'ячко Алла Олександрівна    | 01.11.2010            | середня            | позапартійна                       | декретна відпустка                                                 |
| Соціалістична партія України |                                |                       |                    |                                    |                                                                    |
| 2                            | Сімячко Анатолій Олексійович   | 01.11.2010            | середня            | член Соціалістичної партії України | пенсіонер                                                          |
| 8                            | Ленська Ганна Андріївна        | 01.11.2010            | середня спеціальна | позапартійна                       | пенсіонер                                                          |
| 14                           | Пастух Ганна Іванівна          | 01.11.2010            | середня спеціальна | член Соціалістичної партії України | пенсіонер                                                          |
| Самовисування                |                                |                       |                    |                                    |                                                                    |
| 1                            | Миткевич Ірина Олександрівна   | 01.11.2010            | вища               | позапартійна                       | Яблунівська школа-інтернат, медична сестра, вчитель правознавства  |
| 3                            | Савченко Олена Василівна       | 01.11.2010            | вища               | позапартійна                       | Дубовогаївська сільська рада, секретар сільської ради та виконкому |
| 4                            | Ігнатова Наталія Василівна     | 01.11.2010            | середня спеціальна | позапартійна                       | декретна відпустка                                                 |
| 5                            | Пропой Ольга Іванівна          | 01.11.2010            | середня спеціальна | позапартійна                       | тимчасово не працює                                                |
| 6                            | Веремій Надія Антонівна        | 01.11.2010            | середня            | позапартійна                       | тимчасово не працює                                                |
| 9                            | Збаранський Іван Володимирович | 01.11.2010            | середня спеціальна | позапартійний                      | ДП «Нафком-Агро», інженер                                          |
| 10                           | Покришка Валентина Василівна   | 01.11.2010            | вища               | позапартійна                       | Дубовогаївська загальноосвітня школа I-III ст., вчитель історії    |
| 13                           | Левченко Микола Федорович      | 01.11.2010            | середня спеціальна | позапартійний                      | ДП "Нафком-Агро, слюсар                                            |